# Фантанеле (Мотошени)
Фантанеле (рум. Fântânele) насеље је у Румунији у округу Бакау у општини Мотошени. Oпштина се налази на надморској висини од 223 m.

## Становништво
Према подацима из 2011. године у насељу је живело 365 становника.